# Кольмаркт
Кольмаркт (нім. Kohlmarkt — «вугільний ринок») — торгова вулиця в центрі Відня. Поєднує Міхаелерплац з Грабеном. Вважається найдорожчою торговою вулицею австрійської столиці. Тут розташовані ювелірні магазини і бутіки відомих міжнародних марок модного одягу.
Історія Кольмаркта починається ще в часи, коли на місці Відня розташовувався табір римських легіонерів Віндобона, на перетині нинішніх Грабена, Кольмаркта і Наглергассе до 455 року стояли давньоримські ворота. У першій половині XIV століття на цьому місці йшла торгівля деревним вугіллям. Після зведення Хофбургу на Кольмаркт, що опинився в безпосередній близькості від імператорської резиденції, влаштувалися виробники високоякісних товарів і предметів розкоші. Досі на Кольмаркт у будинку 14 розташовується знаменита віденська кондитерська «Демель», колись постачальник імператорського двору. У будинку 11 по Кольмаркт в 1750 році проживав Йозеф Гайдн, який написав тут свої перші твори, а також лібретист Моцарта П'єтро Метастазіо.